# Damn Small Linux
Damn Small Linux簡稱DSL，是種供x86系列個人電腦使用的作業系統。最早這個project是由一位非科班出身的電腦玩家John Andrews基於好奇想試試看又小又合用的Linux能做到怎樣？結果做出了一張小光碟的LiveCD，而後日漸發展而成。
其簡稱DSL與一種通信技術相同，它也不是DSLinux。

## 系统要求
DSL只支持x86构架的个人电脑。最低配置要求为486处理器和8 MB内存. DSL可以在486和16 MB内存的配置上运行Dillo浏览网页，运行小游戏和播放音乐。

## 启动选项
启动选项在DSL、Knoppix與Morphix中也被叫做“作弊碼（cheat codes）”。有些时候自动硬件检测可能会失效，或者用户需要改变一些默认的设置时，这时就需要启动选项。

## Live USB
Damn Small Linux可以通过手动制作或者UNetbootin 制作Live USB。

## 项目的当前状况
由于项目创始人及主要开发者之间的分歧, DSL的开发似乎处于停滞不前的状态。许多DSL的忠实者和用户已经对项目的未来产生了怀疑。详见DSL forums上面的这篇帖子，帖子写于2008年12月。

## 版本歷史
| 版本 | 日期       |
| ---- | ---------- |
| 1.0  | 2005-04-13 |
| 1.1  | 2005-05-05 |
| 1.2  | 2005-06-07 |
| 1.3  | 2005-07-14 |
| 1.4  | 2005-08-02 |
| 1.5  | 2005-09-06 |
| 2.0  | 2005-11-22 |
| 2.4  | 2006-05-16 |
| 3.0  | 2006-06-20 |
| 3.1  | 2006-11-29 |
| 3.2  | 2007-01-18 |
| 3.3  | 2007-04-03 |
| 3.4  | 2007-07-03 |
| 4.0  | 2007-10-23 |
| 4.1  | 2007-12-02 |
| 4.2  | 2007-12-18 |
| 4.3  | 2008-04-22 |
| 4.4  | 2008-06-09 |

## 外部連結
- 官網主頁（页面存档备份，存于）